# Farní sbor Českobratrské církve evangelické v Praze 10 – Vršovice
Farní sbor Českobratrské církve evangelické v Praze 10 - Vršovice je sborem Českobratrské církve evangelické v Praze. Sbor spadá pod Pražský seniorát.
Sbor byl ustaven jako samostatný roku 1951.
Farářem sboru je Matěj Opočenský, kurátorem Tomáš Vokatý.

## Faráři sboru
- Vilém Jelínek (1952–1965)
- Jaromír Dus (1968–1971)
- Michael Otřísal (1976–1995)
- Bohumil Baštecký (1995–1997)
- Jiří Ort (1998–2013)
- Matěj Opočenský (2013 – dosud)